# Emil Zuckerkandl
Zuckerkandel Emil, olykor Zuckerkandl (Győr, 1849. szeptember 1. – Győr, 1910. május 28.) anatómus.

## Élete
Előbb Utrechtben, majd Grácban, végül Bécsben volt rendes egyetemi tanár és szakmájában elismert elsőrendű szaktekintély. Testvére Zuckerkandel Paul szintén a berni egyetemen volt a kórbonctan tanára.

## Fő művei
- Zur Morphologie des Gesichtsschädels (1877);
- Über eine bisher nicht beschriebene Drüse (1879);
- Über das Riechzentrum (1887);
- Normale und pathologische Anatomie d. Nasenhöhle (1892);
- Anatomie der Mundhöhle (1891);
- Anleitungen für den Seziersaal (1891).